# イラク正式政府
イラク正式政府（イラクせいしきせいふ）は、イラクにおいて2006年5月20日に発足した、民主議会選挙による最初の政府のことを指す。アメリカ合衆国による一連のイラク民主化プロセスの最終段階である。
先任の移行政府によって製作された憲法に基づいて行われた議会選挙により選出された議員が入閣した。2006年の議会選挙でイスラム教シーア派が多数議席を獲得したことにスンナ派が反発し、外国から内戦と言われる状況まで悪化したものの、4月22日にシーア派議員連合のイラク統一同盟がヌーリー・マーリキー（ジャワド・マリキ）を首相に選出したことで、クルド人も含め議会が承認、発足に至った。
閣僚ポストは37で、女性も4名が入閣した。また、議会の当選人員に合わせて、それぞれの民族宗派から入閣することで合意した。具体的にはシーア派15、クルド人7、スンニ派6、キリスト教を含めた世俗派5、トルクメン人1で、ほぼ人口比率と同様となった。しかし、内務相や国防相、国家治安相の重要ポストは、内紛状態の国内に直接影響する為に折り合いがつかず、首相と副首相が兼任することで決着し、暫定的ながらも、5月20日の議会でマーリキー首相が閣僚名簿を読み上げ、議会による承認を受けた。その後6月8日に至って治安担当3閣僚が決定し任命された。

## 閣僚
主な閣僚は以下の通り
- 国民議会議長 - マフムード・アル＝マシュハダーニー（スンナ派）
- 大統領 - ジャラル・タラバニ（クルド人、続投）
- 副大統領 - アーディル・アブドゥルマフディー（シーア派）、ターリク・アル＝ハーシミー（スンニ派）
- 首相 - ヌーリー・マーリキー（シーア派）
- 副首相 - バルハム・サリフ（クルド人）、サーラム・アッ＝ザウバイー（スンナ派）
- 外務相 - フーシュヤール・ズィバーリ（クルド人）
- 内務相 - ジャワード・ブーラーニー（シーア派）
- 国防相 - アブドゥルカーディル・ウバイディー（スンナ派）
- 国務相(国家安全保障担当） - シルワーン・ワーイリー（シーア派）
- 財政相 - バーヤーン・バーキル・ジャブル・アッ＝ズバイディー（シーア派）
- 石油相 - フセイン・アッ＝シャフリスターニー（シーア派）
- 科学技術相 - ラーイド・ジャーヒド・ファフミー（イラク共産党）